# Skedys
Der Skedys ist eine megalithische Grabanlage der jungsteinzeitlichen Nordgruppe der Trichterbecherkultur im Kirchspiel Kyndby in der dänischen Kommune Frederikssund.

## Lage
Das Grab liegt am Südwestrand von Dalby Huse an der Ostseite des Toftegaardsvej. In der näheren Umgebung gibt bzw. gab es zahlreiche weitere megalithische Grabanlagen.

## Forschungsgeschichte
In den Jahren 1873 und 1942 führten Mitarbeiter des Dänischen Nationalmuseums Dokumentationen der Fundstelle durch. Eine weitere Dokumentation erfolgte 1984 durch Mitarbeiter der Forst- und Naturbehörde.

## Beschreibung
Die Anlage besitzt eine nordnordost-südsüdwestlich orientierte rechteckige Hügelschüttung, über deren Maße leicht unterschiedliche Angaben vorliegen. Der Bericht von 1873 nennt eine Länge von 37 m, eine Breite zwischen 6 m und 7 m und eine Höhe zwischen 1,2 m und 1,8 m. Der Bericht von 1942 nennt eine Länge von 45 m und eine Breite von 14 m. Die Differenz ergibt sich wohl daraus, dass die erhaltene Hügelschüttung sowohl im Osten als auch im Norden nicht bis an die Umfassungssteine heranreicht.
Von der Umfassung sind noch zahlreiche Steine erhalten: 19 oder 20 im Westen, neun oder zehn im Osten und jeweils vier im Norden und Süden. Im 19. Jahrhundert waren noch mehr vorhanden. Die Steine an den Schmalseiten sind größer als die an den Langseiten. Die ursprünglichen Umfassungssteine lassen sich nicht in jedem Fall eindeutig von modern abgelagerten Steinen unterscheiden.
12 m vom nordnordöstlichen Ende des Hügels entfernt befindet sich die Grabkammer. Sie ist nordnordost-südsüdwestlich orientiert und liegt in der Mittelachse der Hügelschüttung (nicht aber der Umfassung). Die Kammer ist nur noch in Resten erhalten. Der Wandstein der westlichen Langseite und der südliche Abschlussstein stehen noch in situ, zwei weitere Wandsteine sind verlagert. Zwei nördlich gelegene Steine könnten vielleicht auch zur Kammer gehören. Die Kammer dürfte als Dolmen anzusprechen sein, eine feinere Klassifizierung ist aufgrund des Erhaltungszustands aber nicht möglich.